# Budućnost svemira i drugi eseji
Budućnost svemira i drugi eseji  znanstvena je knjiga autora profesora Stephena Hawkinga, jednog od najblistavijih umova na prijelazu iz 20. i 21. stoljeće. Izdana 1993., knjiga je svojevrsni nastavak Kratke povijesti vremena,  Hawkingova bestselera iz 1988.
U Budućnosti... autor objašnjava što je to imaginarno vrijeme, govori o crnim rupama koje porađaju djetešca-svemire te o putu prema jedinstvenoj konačnoj teoriji. Nastavlja otvarati umove čitatelja prema danas najznačajnijim zamislima o prirodi svemira. Opisuje također i neke pojedinosti o svojoj teškoj bolesti, školovanju i znanstvenome radu.